# Blaschkova vila (Český Dub)
Blaschkova vila čp. 31/IV v Českém Dubu v okrese Liberec ve stejnojmenném kraji je i s domkem správce čp. 32/IV a s přilehlým areálem zapsaná jako kulturní památka v Ústředním seznamu nemovitých kulturních památek České republiky. Památkově chráněná novorenesanční vila, upravená ve stylu historizující secese, je zároveň součástí městské památkové zóny Český Dub, vyhlášené 10. září 1992. Ve vile, která bývala rodinným sídlem textilního podnikatele Conrada Blaschky, je od roku 1945 umístěno Podještědské muzeum.

## Historie
Vilu nechal v letech 1880–1881 vystavět na místě staršího hospodářského dvora významný českodubský textilní průmyslník Franz von Schmitt  (1818–1883) pro svého zetě a budoucího firemního nástupce Conrada Blaschku. Areál Blaschkovy vily se nachází na jihozápadním okraji města v místech, kde se původně rozkládaly obytné a hospodářské budovy starého panského dvora. Zmíněný hospodářský dvůr byl zrušen v roce 1778. Po rozparcelování panského dvora dům čp. 31/IV získal František Veis a dům čp. 32/IV Jakub Linka, od nichž tyto objekty v roce 1866 koupil Franz Schmitt.

### Blaschkovi, Schmittovi, Liebiegovi
Franz Schmitt, který po studiích prošel praxí ve firmách Johann Liebieg & Co. v Liberci a Blaschka & Comp. v Hodkovicích nad Mohelkou, se postupně vypracoval do pozice druhého nejvýznamnějšího textilního podnikatele na severu Čech hned po rodině libereckých Liebiegů. Franz Schmitt vlastnil v severních Čechách pět velkých podniků, dva v Českém Dubu a tři v Semilech, a významně se podepsal i na rozvoji obou zmíněných měst, v prvé řadě města Českého Dubu.

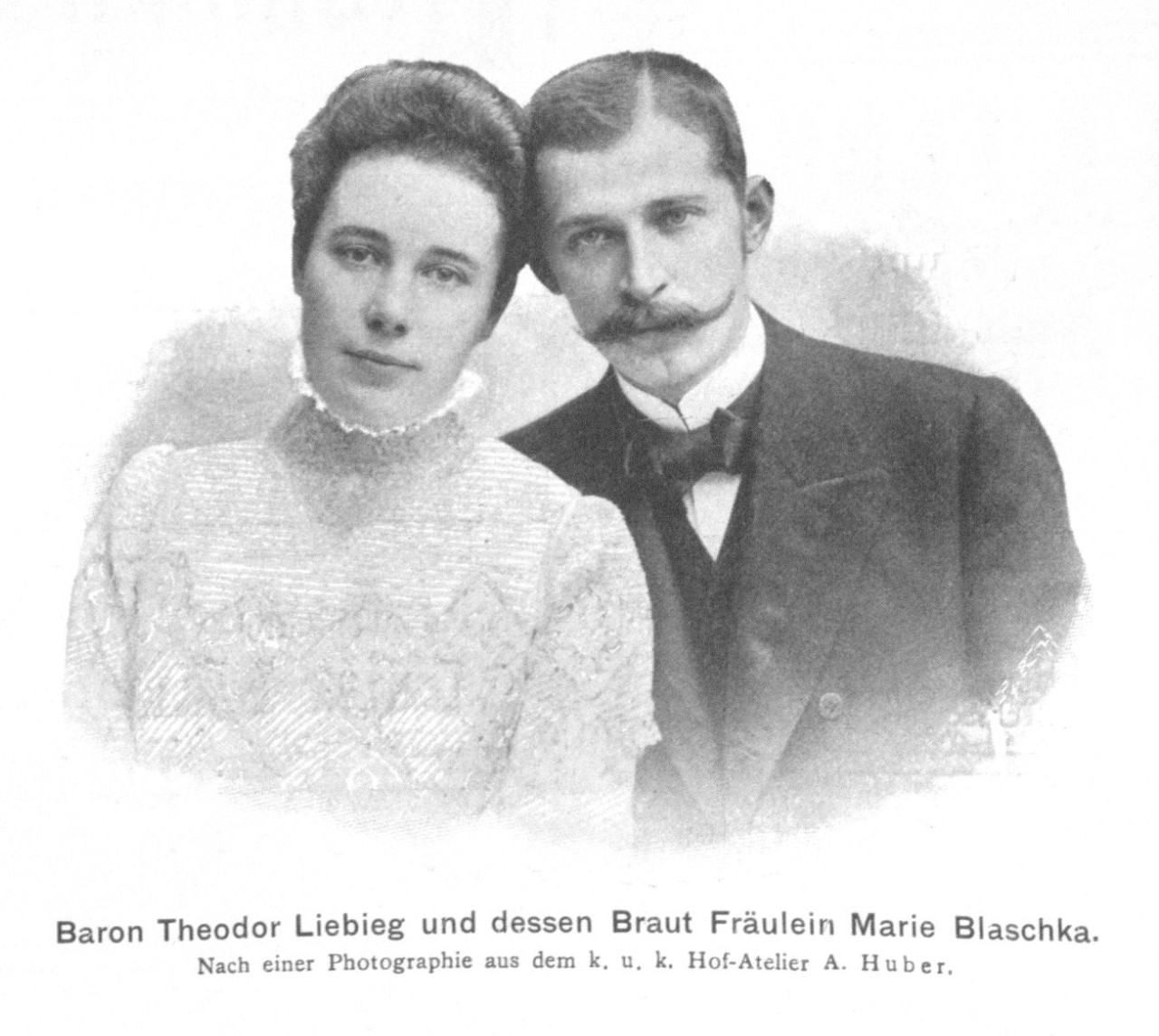
Theodor Liebieg se snoubenkou Marií Blaschkovou v roce 1901

Conrad (Konrád) Blaschka (1849–1913), který pocházel ze zámožné průmyslnické rodiny z Hodkovic nad Mohelkou, se oženil s Marií (1861–1881), jednou z dcer Franze Schmitta. Rodina Blaschkových již po generace podnikala v textilním a sklářském průmyslu, počínaje pradědem Konráda Blaschky Hansem Josefem Blaschkou a dědečkem Johannem Blaschkou (1776–1819). Jedním z bratrů Konráda Blaschky byl Johann Blaschka, podnikatel a poslanec  Říšské rady, nejvyššího zákonodárného sboru Rakouského císařství.

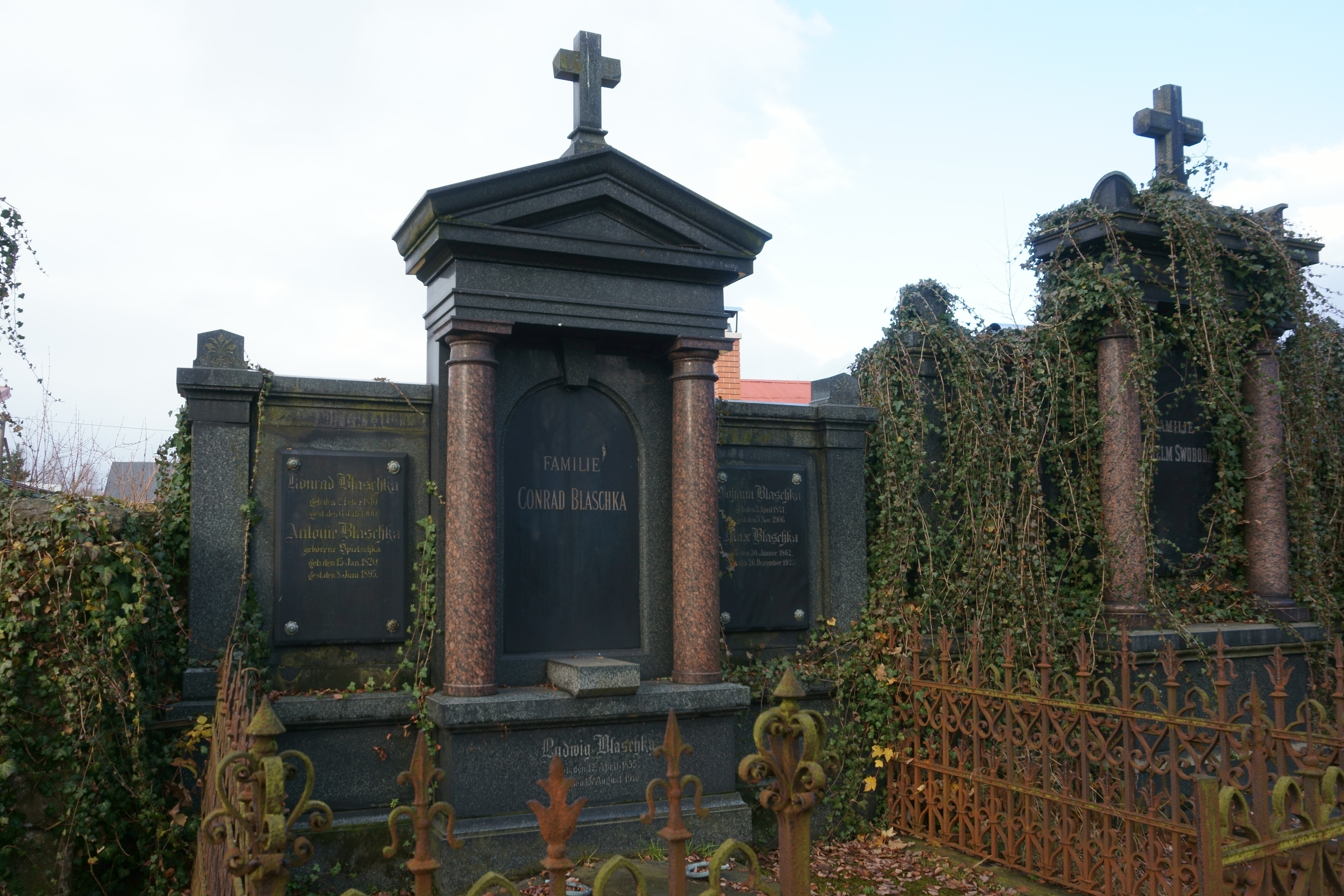
Hrob rodiny Blaschkových v Hodkovicích nad Mohelkou

Konrád Blaschka měl z prvního manželství se Schmittovou dcerou Marií, která zemřela ve věku pouhých 20 let, dceru, pojmenovanou rovněž Marie. Ta se později provdala za libereckého továrníka, barona Theodora von Liebieg, jednoho z nejúspěšnějších podnikatelů své doby.Za svou druhou manželku si Konrád Blaschka zvolil Arabellu, další  z dcer Franze Schmitta. Z druhého manželství se narodily tři děti, dcery Helene a Arabella a syn Konrád. Blaschkova dcera Arabella se provdala za dalšího severočeského podnikatele v textilním průmyslu, továrníka Oskara Klingera jr. z Nového Města pod Smrkem.
Konrád Blaschka vlastnil též zámek Oboru s velkostatkem a pivovarem u Chomutic nedaleko Hořic, který koupil v roce 1893. Velkostatek s pivovarem vedla jeho dcera Marie, provdaná Liebiegová, která pivovar rozšířila a zmodernizovala. (Zdevastovaný zámek Obora byl zbořen v roce 2004). Hrob příslušníků rodiny Blaschkových se nachází na Novém hřbitově v Hodkovicích nad Mohelkou. V blízkosti textilky Blaschka & Söhne v Hodkovicích stávala další velice hodnotná a výstavná vila rodiny Blaschkových. Vilu postavil v roce 1902 ve stylu romantizující secese liberecký architekt a stavitel Ernst Schäfer, který se mj. podílel na projektu přestavby radnice v Českém Dubu. Hodkovická vila rodiny Blaschkových byla zcela bezdůvodně zbořena v roce 1987.

### Přestavba Blaschkovy vily
K prvním dílčím úpravám českodubské vily Konráda Blaschky došlo v letech 1884–1885, tedy krátce po její výstavbě. Interiér vily byl přestavěn v roce 1906 podle projektu vídeňského architekta Wilhelma Klingerberga, který do původní neorenesanční budovy vložil impozantní secesní halový prostor s mohutným schodištěm a ochozem, osvětlený velkým francouzským oknem. V roce 1945, kdy byl objekt zkonfiskován původním majitelům, se Blaschkova vila stala sídlem Podještědského muzea, založeného v roce 1919 českodubským učitelem Václavem Havlem. Blaschkova vila byla v této době ve vlastnictví turnovského okresu. Stav budovy byl v roce 1945 zanedbaný, do objektu zatékalo a některé jeho části vyžadovaly rekonstrukci, včetně vybourání několika oken, aby v interiéru muzea byl dostatek světla.

## Popis stavby
Blaschkova vila v Českém Dubu představuje hodnotný ucelený areál reprezentativního průmyslnického sídla z konce 19. století.Stavba má některé společné rysy s vilou, kterou si nechal postavit v Liberci Theodor Liebieg st. podle plánů z roku 1897.Areál Blaschkovy vily koncipovaný v jednotném historizujícím stylu tvoří vlastní obytná budova čp. 31/IV, dům správce čp. 32/IV, kuželník, hospodářská budova a altán, které obklopuje zahrada s bazénem a ohraničuje opěrná zeď s oplocením a bránami. Vila stojí jižně od Městského parku v Českém Dubu, který byl původně součástí areálu honosného sídla Blaschkova tchána továrníka Franze von Schmitta. Rozsáhlé zahradní plochy ve stylu anglického krajinářského parku u Schmittovy vily, zvané též Schmittův zámek, jsou dílem známého německého zahradního architekta Eduarda Petzolda.
Půdorys Blaschkovy vily je nepravidelný a značně členitý. Reprezentativní vila je dvoupodlažní se sedlovými střechami, které byly  původně kryté břidlicí. Na severní straně budovy se nachází věž čtvercového půdorysu, ukončená vysokou střechou. Fasády z režných cihel jsou doplněné pískovcovými a dřevěnými ozdobnými prvky. V přízemí vily byla hala, jídelna, hudební salonek, biliárový pokoj, velká pracovna a další místnosti. V jiné části přízemí byla kuchyně a pokoj kuchařky. V patře se kromě další pracovny a pokojů pro hosty nacházely také pokoje manželů Blaschkových a jejich dětí. Ještě jedna ložnice byla umístěna ve věži - údajně ji používaly Blaschkovy manželky, nemocné tuberkulózou, v době před smrtí. V podkroví byly pokoje pro služebnictvo a komory. Ve sklepích se zachovala studna, která bývala součástí starého hospodářského dvora.
Kromě několika dochovaných unikátních historických místností, typických zejména svým dřevěným obložením, se zachovala také velká část původního vnitřního vybavení vily. Součástí expozic Podještědského muzea je například dřívější obývací pokoj rodiny Konráda Blaschka, rekonstruovaný v roce 1906, v němž se zachoval německý secesní styl interiéru s dřevěným obložením a s francouzským vitrážovým oknem. V muzeu lze spatřit i továrníkovu knihovnu nebo salon s portréty členů jeho rodiny, Dochovalo se i nemálo z původního mobiliáře Blaschkovy vily a z historických sbírek českodubských podnikatelů Schmittů a Blaschků. 

## Galerie

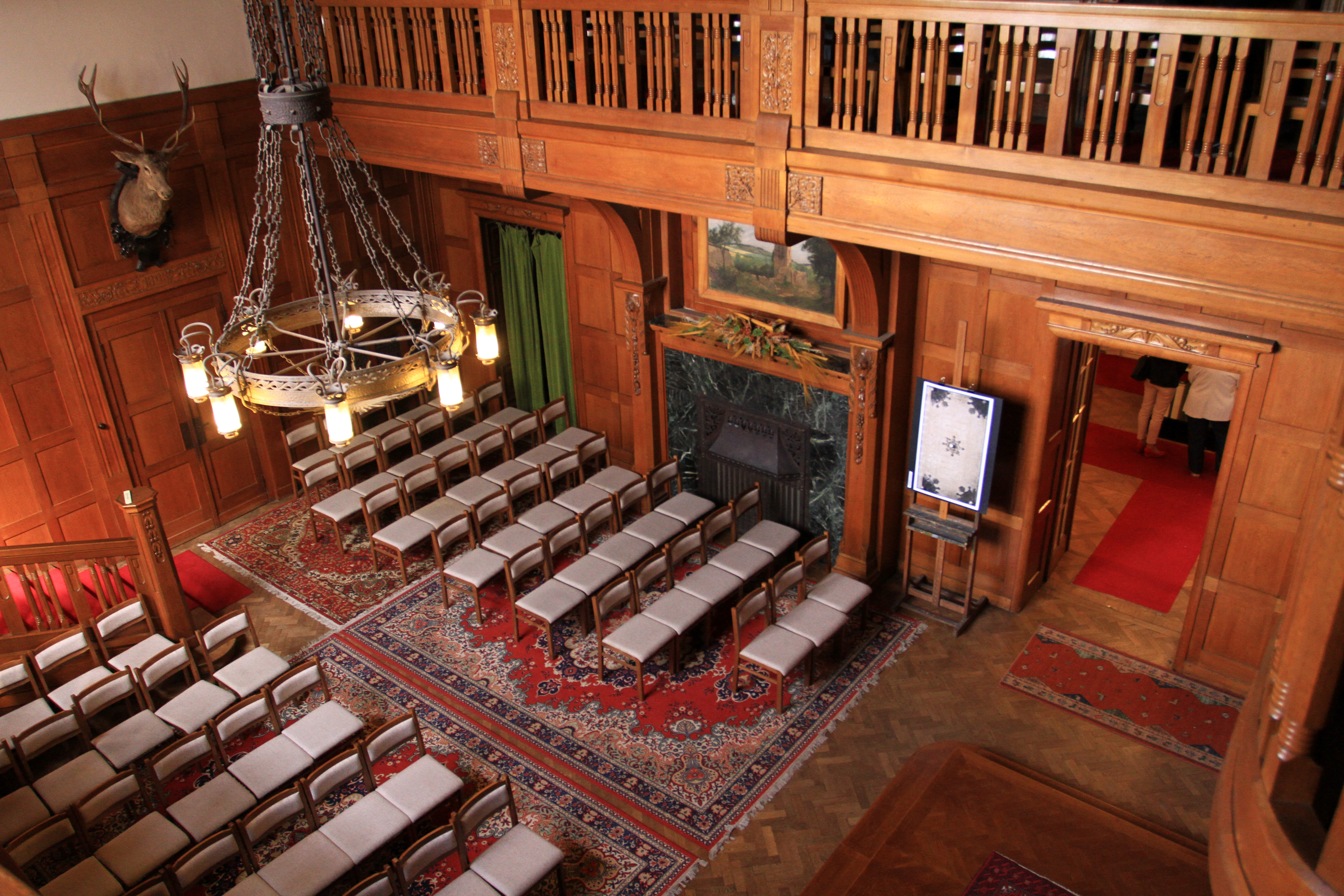
Velká hala v přízemí
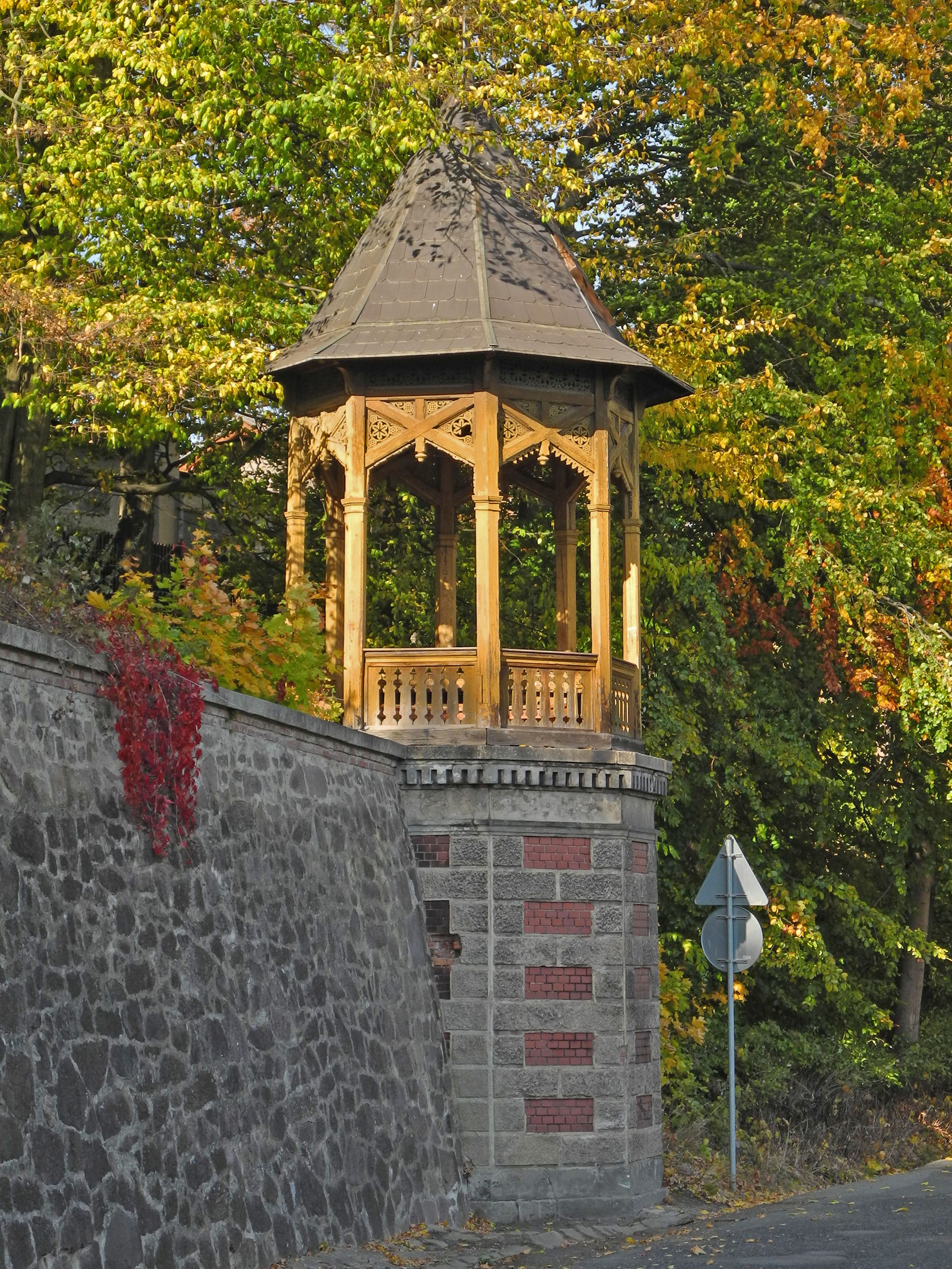
Zahradní altán
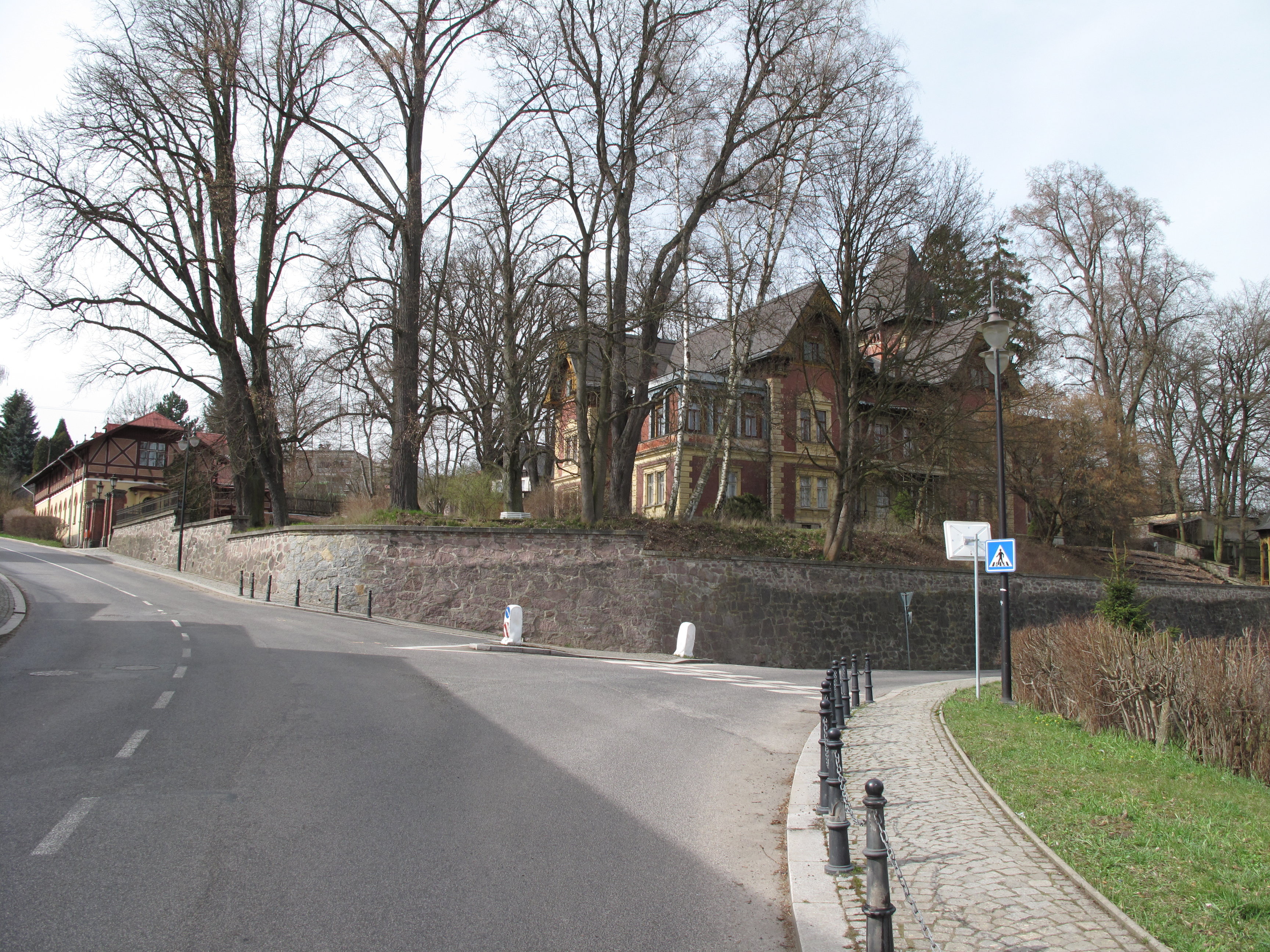
Areál Blaschkovy vily
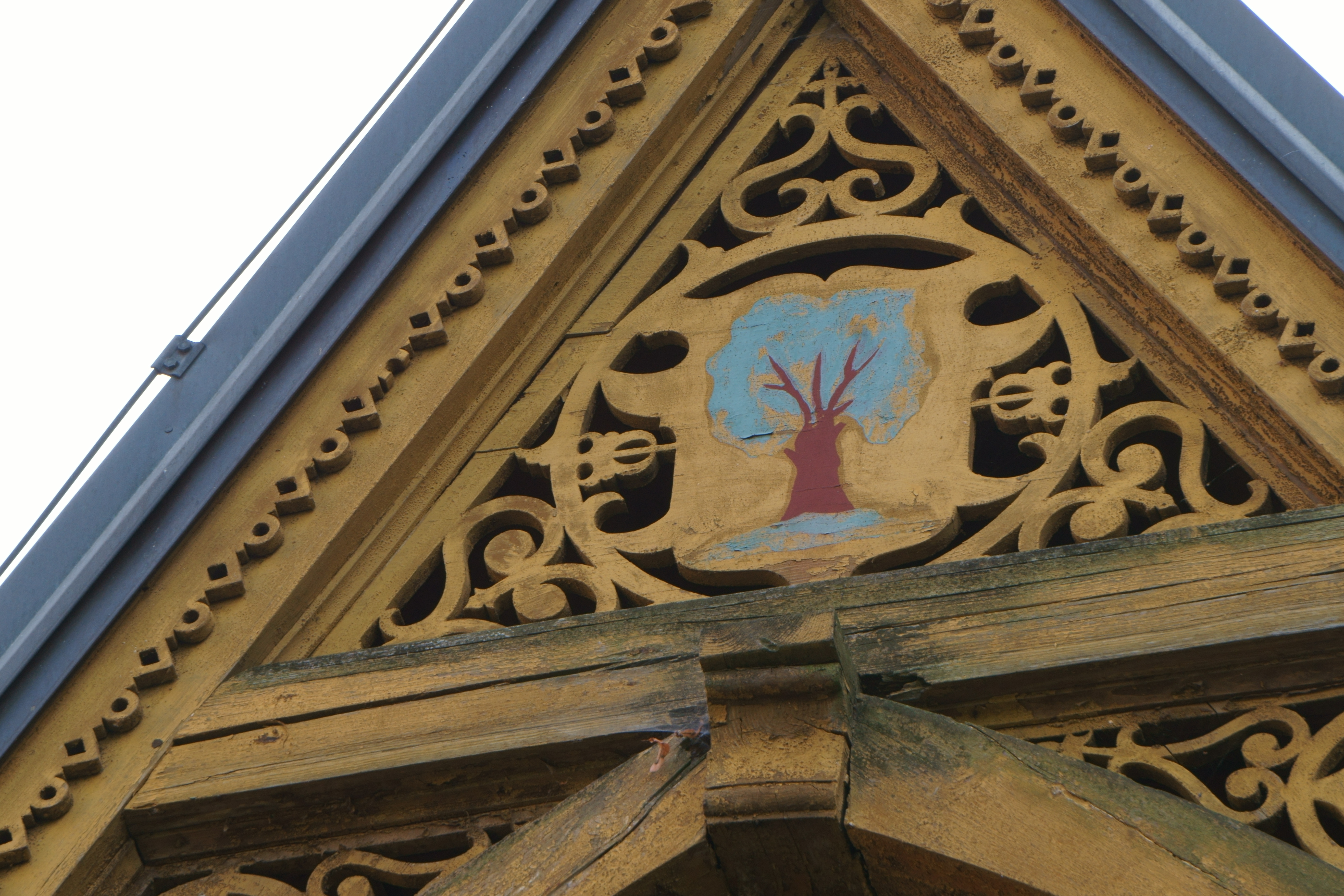
Detail dřevěného štítu
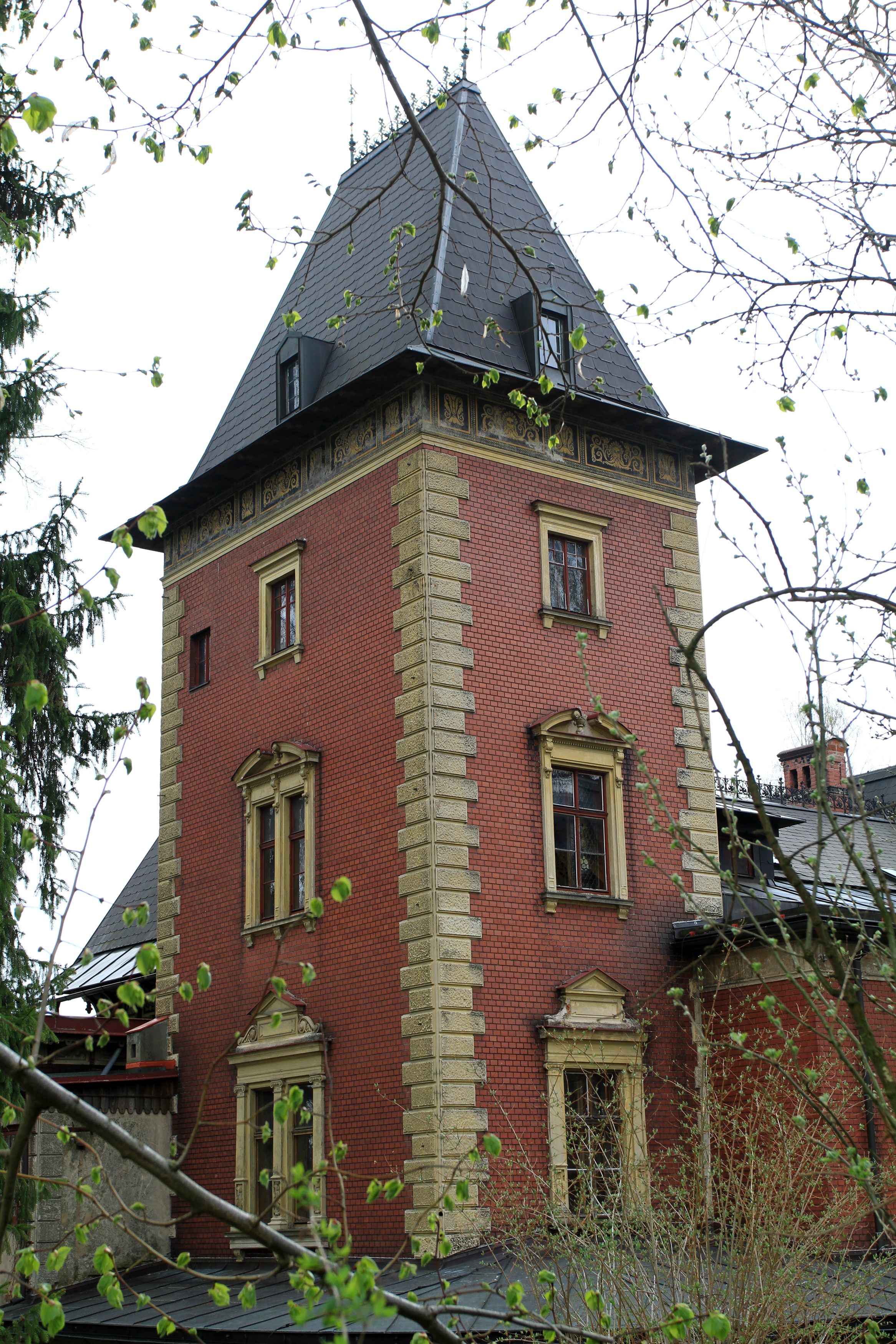
Věž s vysokou střechou
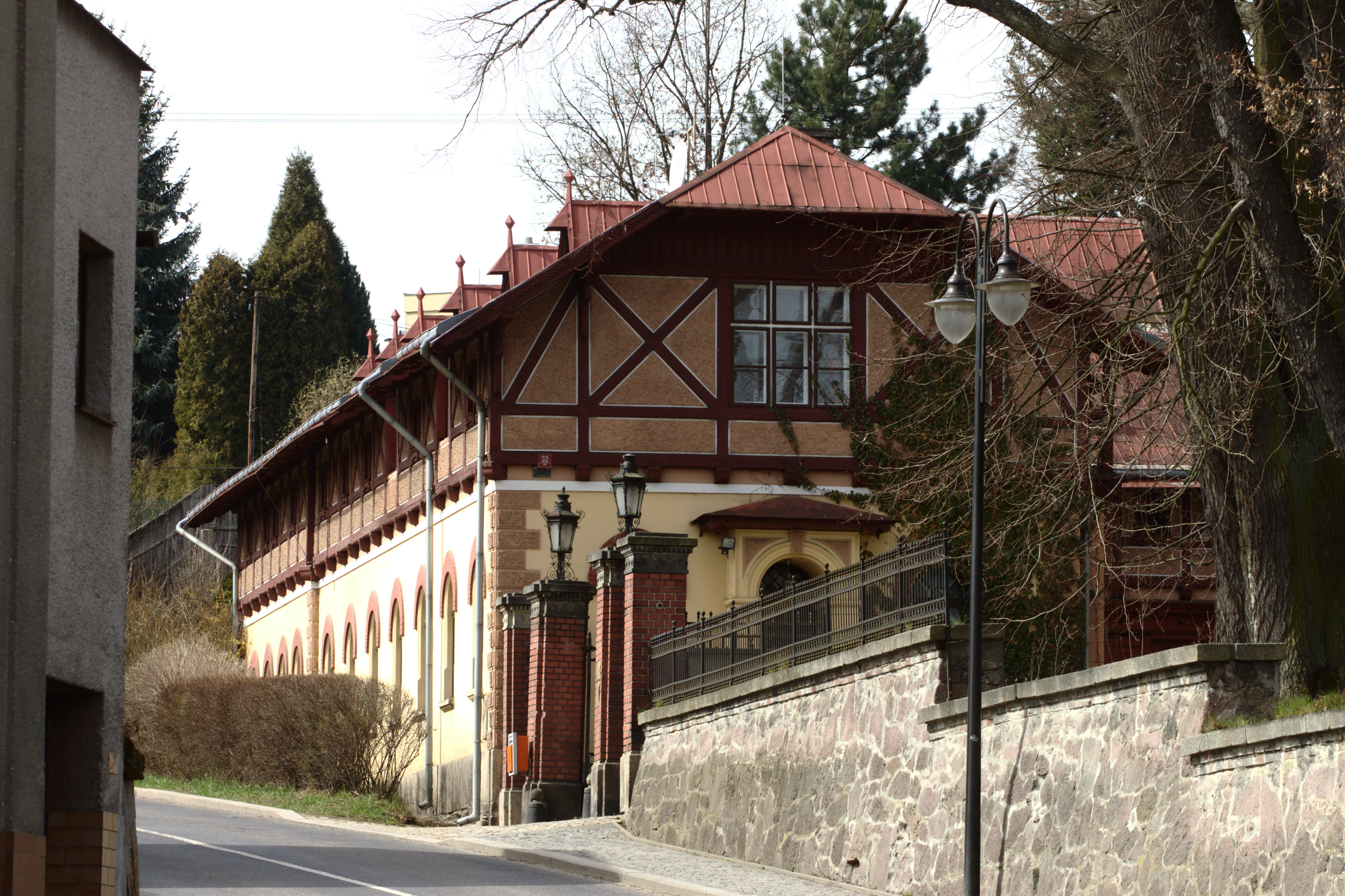
Hrázděný dům čp. 32